# Wannanosaure
El wannanosaure (Wannanosaurus, "llangardaix de Wannano") és un gènere de dinosaure paquicefalosaure basal que va viure al Cretaci superior, fa uns 80 milions d'anys en el que actualment és la Xina. Les seves restes fòssil es van trobar a la formació de Xiaoyan. L'espècie tipus, Wannanosaurus yansiensis, va ser descrita per Lian-Hai Hou l'any 1977.